# Mučín
Mučín je obec v okrese Lučenec v Banskobystrickém kraji na Slovensku. Leží v západní části Cerové vrchoviny, přibližně deset kilometrů jižně od okresního města a asi dva kilometry od maďarských hranic. Žije v ní 763 obyvatel.
První písemná zmínka o vesnici pochází z roku 1246. Stojí v ní klasicistní kurie z první poloviny 19. století. V katastrálním území obce se nachází přírodní památka Mučínska jaskyňa.